# ワルツ第7番 (ショパン)
ワルツ第7番（ワルツだいななばん）嬰ハ短調 作品64-2は、フレデリック・ショパンが1847年に作曲したピアノ独奏のためのワルツで、生前に出版された最後の作品の一つである。主題にマズルカが採用されるなど、ショパンの作曲技術の集大成といえる。

## 概要
ショパンのワルツは実際の舞踊と離れ、演奏のみが目的であり、シューマンに「もしワルツに合わせて踊るのであればその相手は貴婦人でなければならない」と評されている。本作もこの傾向に沿っており、『華麗なる大円舞曲』や『華麗なる円舞曲』とは対照を成している。
ショパンの作品の中では比較的演奏が平易であることから、愛奏者も多い。

## 曲の構成
- 嬰ハ短調、テンポ・ジュスト、4分の3拍子。変則的なロンド形式または複合三部形式（A-B-C-B-A-Bの順に各主題が循環する）。
冒頭は6度の和声で左手のワルツリズムに乗って、右手がマズルカを奏でる。ピウ・モッソでは空回りするような右手の繰り返し音形が現れる。中間部では変ニ長調に転調し、穏やかな半音階が現れる。再びピウ・モッソの部分が繰り返され、冒頭の主題が更に続く。最後はまたピウ・モッソの音形が繰り返され、消え入るように終わる。

## 使われた作品など

### 映画
- 戦場でワルツを - イスラエル制作の劇場アニメーション作品。
- オペラ座の怪人 - 1943年版アメリカ制作のミュージカル・ホラー映画。

### テレビドラマ
- 大都会 PARTII - 第37話「銀行ギャング徳吉」（1977年12月13日放映）にて使用。
- 西部警察 PART1
- 少女に何が起ったか-東音楽大学の授業シーンで使用。

### テレビゲーム
- ペーパーマリオRPG - ステージ2「ふしぎの森の大きな木」で中間部分が使用されている。